# Hōreki

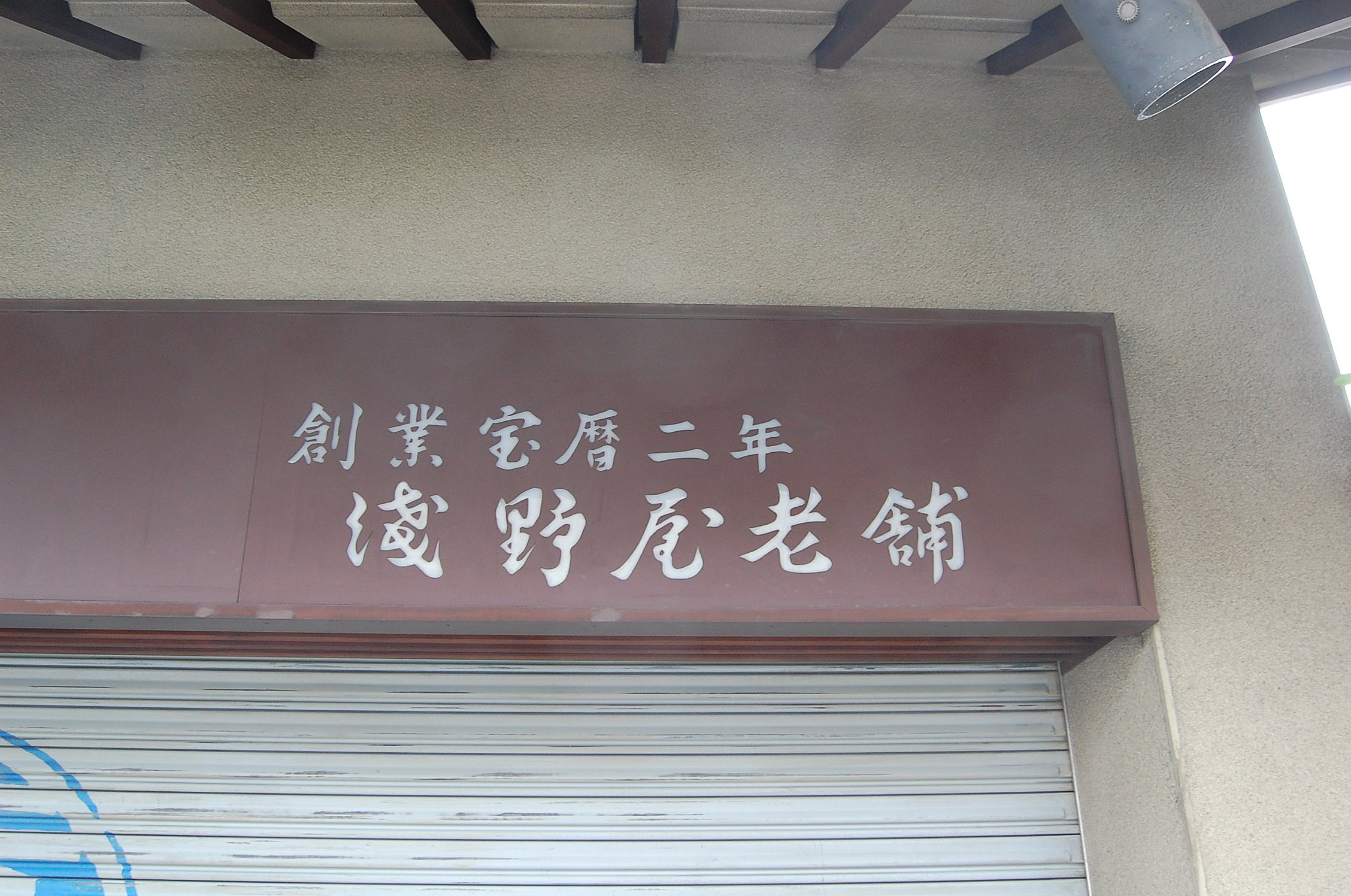
Grundad år Horeki 2 (創業宝暦二年), står det bland annat på skylten ovanför den här restaurangen i Kanazawa.

Hōreki (japanska: 宝暦?, Hōreki; Även Hōryaku), 27 oktober 1751–2 juni 1764 är en period i den japanska tideräkningen. Perioden inleddes när förre kejsaren Sakuramachi och tidigare shogunen Tokugawa Yoshimune dog. Under perioden regerar både kejsar Momozono och kejsarinnan Go-Sakuramachi.
Namnet är hämtat ur ett citat i en officiell samling politiska tal och maximer av den kinesiska Tangkejsaren Tang Taizong från 600-talet, på japanska kallad Jōgan-seiyō (貞観政要).
Under hōrekiperioden genomförs en kalenderreform och den så kallade Hōrekikalendern ersätter den tidigare Jōkyōkalendern. Eftersom reki i Hōreki betyder just kalender, blir det japanska namnet på den nya kalendern, Hōrekireki, en pleonasm.
Perioden har gett namn åt Hōrekiincidenten 1758, då några unga radikala män vid hovet drevs i exil från Kyoto efter att ha propagerat för att kejsaren skulle få reell politisk makt. Bland annat skulle de, inspirerade av shintoistiska tänkare, ha läst högt för kejsarfamiljen ur Nihonshoki. Relationen mellan militärregimen, shogunatet, och hovet var en känslig fråga, och andra anställda vid hovet slog larm.